# 獨協中学校・高等学校
獨協中学校・高等学校（どっきょうちゅうがっこう・こうとうがっこう、英: Dokkyo Junior & Senior High School）は、東京都文京区関口三丁目に所在する私立男子中学校・高等学校。学校法人獨協学園が運営する完全中高一貫校。

## 概要
1883年（明治16年）、獨逸学協会学校が設立される。
開校当時からドイツ語を中心に教育を進めてきたが、第一次世界大戦でドイツ帝国が敗れると、ドイツ語を学ぶ生徒が激減し、昭和初期には経営環境が非常に厳しくなった。日独伊三国同盟成立の影響で、若干の人気回復を果たすが、第二次世界大戦後は、日本の法体系や教育制度がそれまでのドイツ式からアメリカ式に移行するとともに、旧制獨協中学校も存続の危機を迎えた。GHQに対しては、獨協とは「獨逸学協会」の略ではなく「独立協和」の略であると、苦しい弁明をしたほどであった。そのような中1952年（昭和27年）、第3次吉田内閣の文部大臣も務めた天野貞祐が、母校再建のために第13代校長に就任。「人間教育」を教育理念の原点とする高い指導力によって、中学・高等学校の復興を果たした。
中高一貫制の教育区分は、中学校の第1学年および第2学年の前期2年間を「第1ブロック（基礎学力養成期）」、中学校第3学年および高等学校第1学年の中期2年間を「第2ブロック（学力伸張期）」、高等学校の第2学年および第3学年の後期2年間を「第3ブロック（学力完成期）」に区分する「2-2-2制」を採用している。

## 教育理念
「心構えは正しく、身体は健康、知性に照らされた善意志と豊かな情操とを持つ、気品のある人間の育成を目指す。」これが為には、すべての生徒に、それぞれ人間としての自信と矜持（誇り）とを抱かしめ、各自の天分を開発し、その長所を培養する。他日社会に出ては、日日の生活に感謝と喜びとを見出し、勤勉努力して社会に奉仕し、広く文化の創造に寄与する人間となることを期待するわけである。教育愛こそ本学園の情熱であり、人間教育こそ本学園の精神である。
これは、第13代校長である天野貞祐が述べた言葉である。現在ではこの言葉が学園の中で広く浸透し、事実上の教育目標および教育方針となっている。

## 年表
- 1876年 - 北白川宮能久親王を念頭に、ドイツ長期留学者の品川彌二郎、青木周蔵、桂太郎等の人物により独逸同学会発足。
- 1881年 - ドイツ文化を摂取し、我が国文教の興隆を図る目的の下、西周、桂太郎、加藤弘之等の人物により独逸学協会設立。
- 1883年 - 獨逸学協会学校創立。初代校長に西周就任。
- 1884年 - 専修科（法律・政治専攻）および普通科を併設。
- 1893年 - 普通科を獨逸学協会学校中等部に改称。
- 1894年 - 『独逸文法教科書』初版発行。
- 1895年 - 専修科が東京帝国大学法科へ移管され廃止となる。
- 1901年 - 夜間の出火が原因で校舎および書庫を消失。
- 1902年 - 小石川関口台に新校舎竣工。
- 1905年 - シラー没後百年祭
- 1914年 - 第一次世界大戦でドイツが「敵国」となった影響で生徒数が減少。
- 1926年 - ドイツ政府よりドイツ人教師費用として、毎年一万マルク寄贈の旨が伝達される。
- 1937年 - 獨逸学協会中学校へ改称。
- 1938年 - 来日中のヒトラーユーゲント代表が来校。
- 1940年 - 欧州におけるナチス・ドイツの「興隆」や、マスコミにおけるアングロ・サクソン文明への批判の高揚、日中戦争の拡大などの「時局」柄か、ドイツ語を志望する者が極めて多くなった。200名の定員に対し、入学志願者1,360名に達した。（昭和9年度の入学者148、11年158、12年256名）。
- 1943年 - 学制「大改革」が公布され、中学校の修業年限が4年に短縮、上級生徒はいずれも軍事目的に学徒動員される。
- 1944年 - 中学4，5年生徒に長期勤労動員令が下り、以後全学年の学業停止。都内北部の陸軍兵器補給厰や民間軍需工場に動員され、銃後の勤労に全力を投入した。個人で少年航空兵などに応募し、帰らぬ獨協生が幾人も出た。
- 1945年5月25日 - 翌26日未明にかけて山手一帯が米空軍の大空襲を蒙る。交代夜勤中の教職員と当直の生徒一隊は迫りくる猛火の消化に努め、ついに校舎および附属図書館等を灰滅から守る。この頃目白台は要塞化、獨協には海軍部隊が駐屯。
- 1945年8月15日 -「終戦」の詔勅。下級生は炎暑の校庭で、上級生は動員先で聴く。家を焼かれ、父や母を失い、就学継続が不可能になった獨協生も多かった。
- 1947年 - ドイツ第三帝国と大日本帝国の敗北によって廃校の危機を迎えた獨逸学協会学校は「独立協和」の意味として「独協」表記とし、校名を独協学園とする。
- 1948年 - 新制独協中学校・高等学校が発足。
- 1952年 - 天野貞祐、独協中学校・高等学校第13代校長に就任。
- 1953年 - OB等の要望で、学園名および校名を獨逸学協会の獨協学園および獨協中学校・高等学校に復する。
- 1997年 - 中高一貫制を開始。
- 1998年 - 新校舎が完成。
- 2000年 - 1997年入学生が高校1年に進級と同時に、高校からの募集を停止し完全中高一貫校化。獨協同窓会ドクターズクラブ（DDC）発足。
- 2002年 - 高校からの入学生が卒業し、完全中高一貫校となる。
- 2008年 - 入試回数を2回から3回へ変更。
- 2014年 - 入試募集人員を210名から200名へ変更。
- 2016年 - 第三回入試の日程を2月5日から2月4日へ変更。
- 2019年 - 新中1を5クラスから6クラス編成へ変更。
- 2020年2月26日 - 翌年より国数2教科による2月1日の午後入試を新設することを発表。
- 2023年 - 学園創立140周年、獨協医科大学との高大連携プロジェクトによる新推薦枠（10名以下）が新設。

## 施設
獨協中学校・高等学校の施設は、学習環境・課外活動・探究的な学びを支えるための機能を備え、多面的な教育活動を展開する場として整備されている。主な施設は以下のとおりである。

### 本校舎
現在の本校舎は地上5階・地下1階建ての鉄筋コンクリート造で、1998年（平成10年）に竣工した。設計は建築家・赤坂喜顕（早稲田大学教授）によるもので、「光と、風と、緑の創造空間」をコンセプトとしたモダンなデザインが特徴である。校舎は中庭グラウンドを囲むように配置されており、開放的な学習空間が形成されている。この建築は日本建築学会作品選奨に選定されている。
ほとんどの教室にはプロジェクターが設置されており、ICTを活用した授業が日常的に行われている。

### 100周年記念体育館
本校舎の向かい側には、1983年（昭和58年）に建設された100周年記念体育館がある。バスケットボールやバレーボールなどに対応したアリーナを中心に、トレーニングルームやシャワー室も備えており、体育の授業や部活動、各種学校行事で利用されている。

### 理科室
物理・化学・生物に対応した複数の実験室が設けられており、大学の実習でも使用されるレベルの実験機材が揃っている。精密な観察・測定・分析が可能な環境が整備されており、生徒は高度な探究的学習に取り組むことができる。

### 図書館
図書館には約8万冊の蔵書が所蔵されており、調べ学習や課題探究、読書活動の拠点として機能している。また、情報センターとしての役割も果たしており、蔵書検索端末やPC、ICT機器を活用した学習も可能である。

### 自習スペース
図書館内には仕切り付きの個別学習机が設けられており、生徒は集中して学習に取り組むことができる。電源や照明が完備されており、持ち込み端末を用いた調べ学習や、教科横断的な課題研究にも対応する設計となっている。

## 部活動・委員会
2024年の時点で32の部活、1個の同好会、6つの委員会がある。同好会は同学年有志が創ることが多く、数年で廃部や自然消滅となることが多い（数学同好会や英語同好会など）。また、部活に入らない生徒の増加・低学年化が進み、廃部になったり（PC部）、廃部の危機に瀕している部活（天文部など）も少なくない。学校の管理上、部活動を中学と高校で分けているのはサッカー部と野球部のみだが、部活動によっては中学と高校で異なる活動をしていることもある。
| - 陸上部 - アーチェリー部 - 剣道部 - 中学サッカー部 - 高校サッカー部 - 中学野球部 - 高校野球部 - 柔道部 - 水泳部 - スキー部 - 硬式テニス部 - ソフトテニス部 - 卓球部 - バスケットボール部 - バレーボール部 - ハンドボール部 - ラグビー部 - ワンダーフォーゲル部 | - 天文部 - 生物部 - 化学部 - 美術部 - 理工学研究部 - 歴史研究部 - 演劇部 - 軽音楽部 - 吹奏楽部 - 鉄道研究部 - 英語ディベート部 - ドイツ語部 - 模型部 - 奇術部 | - 思考ゲーム同好会 | - 図書委員会 - 放送委員会 - 体育委員会 - 文化祭実行委員会 - 保健委員会 - 緑のネットワーク委員会 |

## 交通アクセス
出典 : 
東京メトロ
| 路線名   | 最寄り駅   | 出口 | 徒歩所要時間 |
| -------- | ---------- | ---- | ------------ |
| 有楽町線 | 護国寺駅   | 6番  | 8分          |
| 有楽町線 | 江戸川橋駅 | 1A   | 10分         |
| 副都心線 | 雑司が谷駅 | 3番  | 16分         |

都営バス
| 乗車駅                   | 系統 | 下車停留所         | 徒歩所要時間 |
| ------------------------ | ---- | ------------------ | ------------ |
| 目白駅                   | 白61 | ホテル椿山荘東京前 | 1分          |
| 雑司が谷駅（鬼子母神前） | 白61 | ホテル椿山荘東京前 | 1分          |
| 根津駅                   | 上58 | 音羽一丁目         | 5分          |
| 高田馬場駅               | 飯64 | 江戸川橋           | 8分          |
| 高田馬場駅               | 上69 | 江戸川橋           | 8分          |

## 獨協学園同窓会ドクターズクラブ (DDC)
2000年（平成12年）に獨協同窓会ドクターズクラブ（DDC）が発足。
毎年2月にはそれぞれの当番大学同窓会が責任を持って学術会議を開催している。

## 学校関係者および関連団体

### 総裁
- 北白川宮能久親王

### 歴代校長
- 初代 - 西周（1883年10月 - 1887年4月）
- 2代 - 桂太郎（1887年4月 - 1890年7月）
- 3代 - 加藤弘之（1890年7月 - 1903年9月）
- 4代 - 大村仁太郎（1903年9月 - 1907年6月）
- 5代 - 石川千代松（1907年6月 - 1907年7月）
- 6代 - 長井長義（1907年7月 - 1920年7月）
- 7代 - 金杉英五郎（1920年7月 - 1927年10月）
- 8代 - 司馬亨太郎（1929年5月 - 1936年2月）
- 9代 - 小山松吉（1936年3月 - 1946年1月）
- 10代 - 吉岡正明（1946年1月 - 1951年12月）
- 11代 - 額田豊（1951年12月 - 1952年5月）
- 12代 - 市川秀雄（1952年5月 - 1952年12月）
- 13代 - 天野貞祐（1952年12月 - 1970年3月）
- 14代 - 小池辰雄（1970年4月 - 1979年3月）
- 15代 - 篠原寛（1979年4月 - 1982年3月）
- 16代 - 蝦名賢造（1982年4月 - 1987年3月）
- 17代 - 山鹿誠次（1987年4月 - 1989年3月）
- 18代 - 朝倉保平（1989年4月 - 1993年7月）
- 19代 - 戸張敦雄（1993年8月 - 1995年8月）
- 20代 - 奥田千秋（1995年9月 - 2000年3月）
- 21代 - 永井伸一（2000年4月 - 2011年3月）
- 22代 - 渡邊和雄（2011年4月 - 2021年3月）
- 23代 - 上田善彦（2021年4月 - 2025年3月）
- 24代 - 坂東広明（2025年4月  - ）

### 教職員経験者
- 津田左右吉
- 金栗四三
- 奥江晴紀

### 著名な出身者

#### 政治・行政・経済
- 松井茂 - 韓国政府内部次官兼警視総監（扱）、朝鮮統監府警務局長、内務省官僚（広島中学校から転校）
- 小山松吉 - 司法大臣、検事総長、法政大学総長
- 山本悌二郎 - 農林大臣
- 天野貞祐 - 文部大臣、第一高等学校校長
- 中原爽 - 元参議院議員
- 沢辺瀞壱 - 前飯能市長
- 糸山英太郎 - 元衆議院議員、実業家
- 勝茂夫 - 世界銀行副総裁
- 勝栄二郎 - 財務省事務次官
- 戸井田徹 - 元衆議院議員
- 田中良 - 元杉並区長
- 高島直樹 - 東京都議会議員、第46代東京都議会議長
- 小谷進 - 元パイオニア社長
- 土屋たかゆき - 元東京都議会議員

#### 学者
- 佐々木隆興 - 医学者、癌研究者（日本学士院恩賜賞受賞、文化勲章受章）
- 森於菟 - 医学者、解剖学者、東京帝国大学医学部助教授、日本医学専門学校（現：日本医科大学）教授、台北帝国大学（現：台湾大学）医学部初代第一解剖教授、帝国女子医学専門学校長、東邦大学医学部教授・医学部長。森鷗外の長男
- 額田豊 - 医学者、獨協中学校・高等学校11代目校長、日本大学初代医科長、東邦大学初代学長（駒場東邦創設者の一人）
- 藤浪剛一 - 慶應義塾大学医学部放射線科学教室初代教授
- 呉建 - 医学博士（東京帝国大学）、アテネ大学名誉教授
- 小池正晁 - 大日本帝国陸軍軍医総監
- 高橋明 - 日本泌尿器科学会会長、第五代日本医師会会長、獨協学園理事長（1957〜67）
- 大野精七 - 北海道大学医学部附属病院長、札幌医科大学初代学長、1940年札幌オリンピック実行委員会副委員長、東日本学園大学（現：北海道医療大学）初代学長
- 颯田琴次 - 東京帝国大学医学部教授、東京藝術大学教授、ヴァイオリン演奏家、NHK交響楽団顧問、日本音響学会設立者
- 高木憲次 - 東京帝国大学教授、日本医科大学教授、日本の肢体不自由児教育の創始者、整肢療護園（現：心身障害児総合医療教育センター)創設者＆初代理事長、レントゲン研究の第一人者
- 中村豊 - 北海道帝国大学医学部細菌学教室（免疫学教室）初代教授、痘瘡の研究で知られる
- 額田晋 - ハーバード大学留学、帝国女子医学専門学校（現：東邦大学）を創設
- 田村憲造 - 東京帝国大学名誉教授、強心剤の研究、日本学士院賞
- 根岸博 - 岡山医科大学（現：岡山大学医学部）教授、わが国初の腎臓移植の動物実験に成功
- 角尾晋 - 長崎医科大学（長崎大学医学部）第五代学長、長崎の原爆により死去
- 石橋長英 - 日本国際医学協会理事長、獨協医科大学初代学長
- 内村祐之 - 医学者、東京大学名誉教授、日本野球機構コミッショナー（1983年に野球殿堂入り）
- 内海弘蔵 - 国文学者、明治大学教授
- 岩倉具実 - 言語学者、同志社大学名誉教授
- 安良城盛昭 - 歴史学者、沖縄大学学長
- 安岡昭男 - 歴史学者、法政大学名誉教授
- 新井仁之 - 数学者、東京大学名誉教授、早稲田大学教育・総合科学学術院教授（日本数学会春季賞受賞）
- 加藤康之 - 経済学者、京都大学経営管理研究部教授
- 丸山宗利 - 昆虫学者、九州大学総合研究博物館准教授

#### 文化
- 大町桂月 - 詩人
- 巖谷小波 - 作家、児童文学者
- 戸川秋骨 - 評論家、随筆家
- 守山恒太郎 - 野球選手（一高第二次黄金時代の左腕の名投手で、1966年に野球殿堂入り）
- 木下杢太郎 - 作家、東京大学医学部教授
- 恩地孝四郎 - 版画家
- 水原秋桜子 - 俳人、医学者
- 三島雅夫 - 俳優
- 清水幾太郎 - 評論家、学習院大学教授
- 灰田晴彦 - 作曲家、スチールギター奏者
- 灰田勝彦 - 歌手、映画俳優
- 高英男 - 歌手
- 謝国権 - 医師（日本の性医学評論のパイオニア）
- 栗山昌良 - オペラ演劇演出家、国立音楽大学名誉教授
- 無量塔藏六 - ヴァイオリン製作者
- 松浦豊明 - ピアニスト、上野学園大学名誉教授
- 古井由吉 - 芥川賞作家（高等学校入学後5か月で都立日比谷高校へ転校）
- 古今亭志ん朝 - 落語家
- 大沢悠里 - フリーアナウンサー、元TBSアナウンサー
- 筑紫磐井 - 俳人、文部科学省科学技術政策研究所長
- 松宮一彦 - フリーアナウンサー、元TBSアナウンサー
- SAM - ダンサー (TRF)
- Ryo - 歌手（ケツメイシ）
- 椎名豪 - 作曲家
- 谷合廣紀 - 将棋棋士

#### 関連団体
- 獨協同窓会ドクターズクラブ (DDC)

## 関連学校・関連施設
- 学校法人獨協学園
  - 獨協大学
    - 獨協埼玉中学校・高等学校

  - 獨協医科大学
    - 獨協医科大学病院
    - 獨協医科大学埼玉医療センター
    - 獨協医科大学附属日光医療センター
    - 獨協医科大学附属看護専門学校
    - 獨協医科大学附属看護専門学校三郷校
    - 東横INNホスピタルイン獨協医科大学（提携）

  - 姫路獨協大学
  - 獨協学園海の家（千葉県館山市）